# Брусовский район
Брусовский район — административно-территориальная единица в составе Калининской области РСФСР, существовавшая в 1936—1960 годах.
Административный центр — посёлок Брусово.

## История
Брусовский район образован в 1936 году в составе Калининской области. 
Упразднен в ноябре 1960 года, его территория вошла в состав Удомельского и Максатихинского районов.

## Административное деление
В 1940 году в состав района входил 21 сельский совет:
| - Анкудиновский, - Березновский, - Брусовский, - Дубровский, - Еремковский, - Карзовский, - Лощемльский, | - Лугининский, - Малышевский, - Михалевский, - Молдинский, - Мущелядский, - Поддубский, - Подусовский, | - Подсосенский, - Покровский, - Пономаревский, - Поповский, - Раевский, - Столповский, - Шишловский. |